# Железное
Железное — пошлина, которую уплачивал истец в размере 40 кун в пользу князя, 5 кун в пользу мечника и полгривны в пользу детского (всё вместе взятое составляло «железный урок»), если вызывал ответчика на испытание железом (рота).
Если ответчик проходил испытание железом, не получив ожогов, то истец не давал вознаграждения оправдавшемуся только в том случае, когда выводил последнего на испытание по показаниям свободного человека; если же он вызывал его на испытание (суд), основываясь на словах холопа, то уплачивал оправдавшемуся гривну «за муку» (статьи 81 и 82 Русской Правды по Троицкому списку и Н. В. Калачов, «Предварительные юридические сведения для полного объяснения Русской Правды» (Вып. I, СПб., 1880, стр. 227—228).